# Йоасаф I Константинопольський
Антоній Йоасаф I Коккас (грец. Ἰωάσαφ Αʹ Κόκκας, ? — після 1463) — Вселенський Константинопольський патріарх в 1460-х роках. Точні дати його правління сперечаються вченими в різні періоди, починаючи з 1462 по 1465 рік.

## Життєпис
Антоній Коккас народився, ймовірно, від західних батьків і став ченцем. Згідно з Лораном і Кімінасом, він був обраний патріархом з ім'ям Йоасафа 1 квітня 1462 року, поспішно наступного дня після смерті патріарха Ісидора II. Під час свого патріарства йому довелося зіткнутися з проблемами, викликаними зіткненнями з ченцями та інтригами грецької знаті.
Інтрига, яка призвела до трагічного кінця патріархату Йоасафа, була залучена вченим і політиком Георгієм Аміруцесом, відомим тим, що він переконав імператора Давида Трапезундського здатися османам, і який разом із усім шляхетстством колишньої Трапезундської імперії переїхав до Стамбула. Георгій Аміруцес став близьким до султана Мехмеда II і хотів одружитися з красунею Мукліотіссою, вдовою останнього герцога Афінського Франко Ачайолі, незважаючи на те, що він уже був одружений, а його дружина була ще жива. Патріарх Йоасаф відмовився надати йому дозвіл, оскільки згідно з канонічним правом це був випадок двошлюбності. Георгій Аміруцес звернувся до свого двоюрідного брата, великого візира Махмуда-паші Ангеловича, який намагався вплинути на Священний Синод, щоб скинути Йоасафа. Деякі вчені пропонують різні деталі цих подій.
Роздратований відмовою Йоасафа дозволити новий шлюб Аміруціусу, султан Мехмед II наказав принизити Патріарха, обрізавши йому бороду, а також покарав Мегас Екклесіархів (тобто Главу ризниці) Мануїла, майбутнього патріарха Максима III, відрізавши йому ніс. Ці події привели Йоасафа до стану депресії, яка завершилася його спробою самогубства: у день Великодня 1463 року (10 квітня) він навмисно кинувся у цистерну під церквою Паммакарістос.
Йоасаф був врятований, скинутий і засланий до Анхіала, відкривши шлях Георгію Аміруцесу одружитися на своїй новій дружині.

## Суперечлива хронологія
Хронологія правління Йоасафа I Коккаса є предметом суперечок серед вчених. Останні дослідження, такі як Кімінас (2009), Подскальський (1988), Лоран (1968) і Рансіман (1985), вважають правління Йоасафа I Коккаса після Ісидора II і перед Софронієм I, датуючи його між квітнем 1462 року та Великоднем 1463 року.
Інші вчені, після за єпископом Геманом Сардейським (1933–38) і Грумелем (1958), а також на офіційному вебсайті Вселенського Патріархату припускають, що Йоасаф I владарював після Софронія I і до Марка II, що свідчить про те, що його правління почалося на початку 1465 (або в липні 1465) і закінчилося в перші місяці 1466. Бланшет (2001) поміщає початок правління Йоасафа влітку 1464 року безпосередньо після Софронія.
Більше того, серед вчених немає єдиної думки щодо тривалості та хронології другого та третього термінів Геннадія Схоларія, які нібито чергували патріархати Йоасафа та Софронія. Для порівняння основних пропозицій вчених дивіться Список Патріархів Константинопольських.